# Mastung
Mastung (in urdu: مستونگ) è una città del Pakistan, situata nella provincia del Belucistan.